# Max Julen
Max Julen (ur. 15 marca 1961 w Zermatt) – szwajcarski narciarz alpejski, mistrz olimpijski.

## Kariera
Największy sukces w karierze Max Julen osiągnął w 1984 roku, kiedy podczas igrzysk olimpijskich w Sarajewie wywalczył złoty medal w slalomie gigancie. W zawodach wyprzedził na podium Jure Franko z Jugosławii oraz Andreasa Wenzela z Liechtensteinu. Szwajcar prowadził już po pierwszym przejeździe, z przewagą 0,10 sekundy nad Wenzelem. W drugim przejeździe uzyskał drugi wynik, co dało mu jednak najlepszy czas łączny i zwycięstwo z przewagą 0,23 sekundy nad Franko. Na tych samych igrzyskach wystartował także w slalomie, jednak nie zdołał ukończyć rywalizacji. Były to jego jedyne starty olimpijskie. Wystartował także na mistrzostwach świata w Bormio w 1985 roku, gdzie był dziesiąty w gigancie, a rywalizacji w slalomie ponownie nie ukończył.
W zawodach Pucharu Świata zadebiutował w 1981 roku. Pierwsze pucharowe punkty wywalczył 9 stycznia 1982 roku w Morzine, zajmując trzynaste miejsce w gigancie. Już dziesięć dni później w Adelboden po raz pierwszy stanął na podium, zajmując trzecie miejsce w tej samej konkurencji. W zawodach tych wyprzedzili go jedynie Szwed Ingemar Stenmark oraz Phil Mahre z USA. Swoje jedyne zwycięstwo w  zawodach tego cyklu odniósł 12 grudnia 1983 roku w Les Diablerets, zwyciężając w gigancie. Łącznie jedenaście razy plasował się w najlepszej trójce, po raz ostatni 10 marca 1985 roku w Aspen, gdzie był trzeci w swej koronnej konkurencji. Najlepsze wyniki osiągnął w sezonie 1982/1983, kiedy to zajął ósme miejsce w klasyfikacji generalnej, a w klasyfikacji giganta był drugi za Philem Mahre. W klasyfikacji giganta był też między innymi siódmy w sezonie 1983/1984 i ósmy rok później.
W 1983 roku wywalczył swój jedyny tytuł mistrza Szwajcarii, zwyciężając w gigancie. W 1986 roku zakończył karierę. Otworzył później hotel w rodzinnym Zermatt. Od 1987 roku prowadzi sklep sportowy, założony przez jego ojca. Jest żonaty, ma trójkę dzieci.

## Osiągnięcia

### Igrzyska olimpijskie
| Miejsce | Dzień     | Rok  | Miejscowość | Konkurencja | Czas biegu  | Strata | Zwycięzca  |
| ------- | --------- | ---- | ----------- | ----------- | ----------- | ------ | ---------- |
| 1.      | 14 lutego | 1984 | Sarajewo    | Gigant      | 2:41,18 min | -      | -          |
| DNF     | 19 lutego | 1984 | Sarajewo    | Slalom      | 1:39,41 min | -      | Phil Mahre |

### Mistrzostwa świata
| Miejsce | Dzień     | Rok  | Miejscowość | Konkurencja | Czas biegu  | Strata  | Zwycięzca       |
| ------- | --------- | ---- | ----------- | ----------- | ----------- | ------- | --------------- |
| 13.     | 3 lutego  | 1982 | Schladming  | Gigant      | 2:38,80 min | +2,71 s | Steve Mahre     |
| 10.     | 7 lutego  | 1985 | Bormio      | Gigant      | 2:28,90 min | +2,81 s | Markus Wasmeier |
| DNF     | 10 lutego | 1985 | Bormio      | Slalom      | 1:38,82 min | -       | Jonas Nilsson   |

### Puchar Świata

#### Miejsca w klasyfikacji generalnej
- sezon 1981/1982: 45.
- sezon 1982/1983: 8.
- sezon 1983/1984: 12.
- sezon 1984/1985: 14.
- sezon 1985/1986: 53.

#### Miejsca na podium
1. Adelboden – 19 stycznia 1982 (gigant) – 3. miejsce
2. Adelboden – 11 stycznia 1983 (gigant) – 2. miejsce
3. Kranjska Gora – 29 stycznia 1983 (gigant) – 2. miejsce
4. Les Diablerets – 12 grudnia 1983 (gigant) – 1. miejsce
5. Todtnau – 13 lutego 1983 (gigant) – 2. miejsce
6. Gällivare – 26 lutego 1983 (gigant) – 2. miejsce
7. Vail – 8 marca 1983 (gigant) – 3. miejsce
8. Furano – 19 marca 1983 (gigant) – 2. miejsce
9. Sestriere – 11 grudnia 1984 (gigant) – 3. miejsce
10. Madonna di Campiglio – 17 grudnia 1984 (kombinacja) – 3. miejsce
11. Aspen – 10 marca 1985 (gigant) – 3. miejsce